# Pinguicula moranensis
Pinguicula moranensis, conocida como violeta de barranca, es una especie de planta perteneciente a la familia de las lentibulariáceas, nativa de Norteamérica.

## Descripción, distribución y hábitat

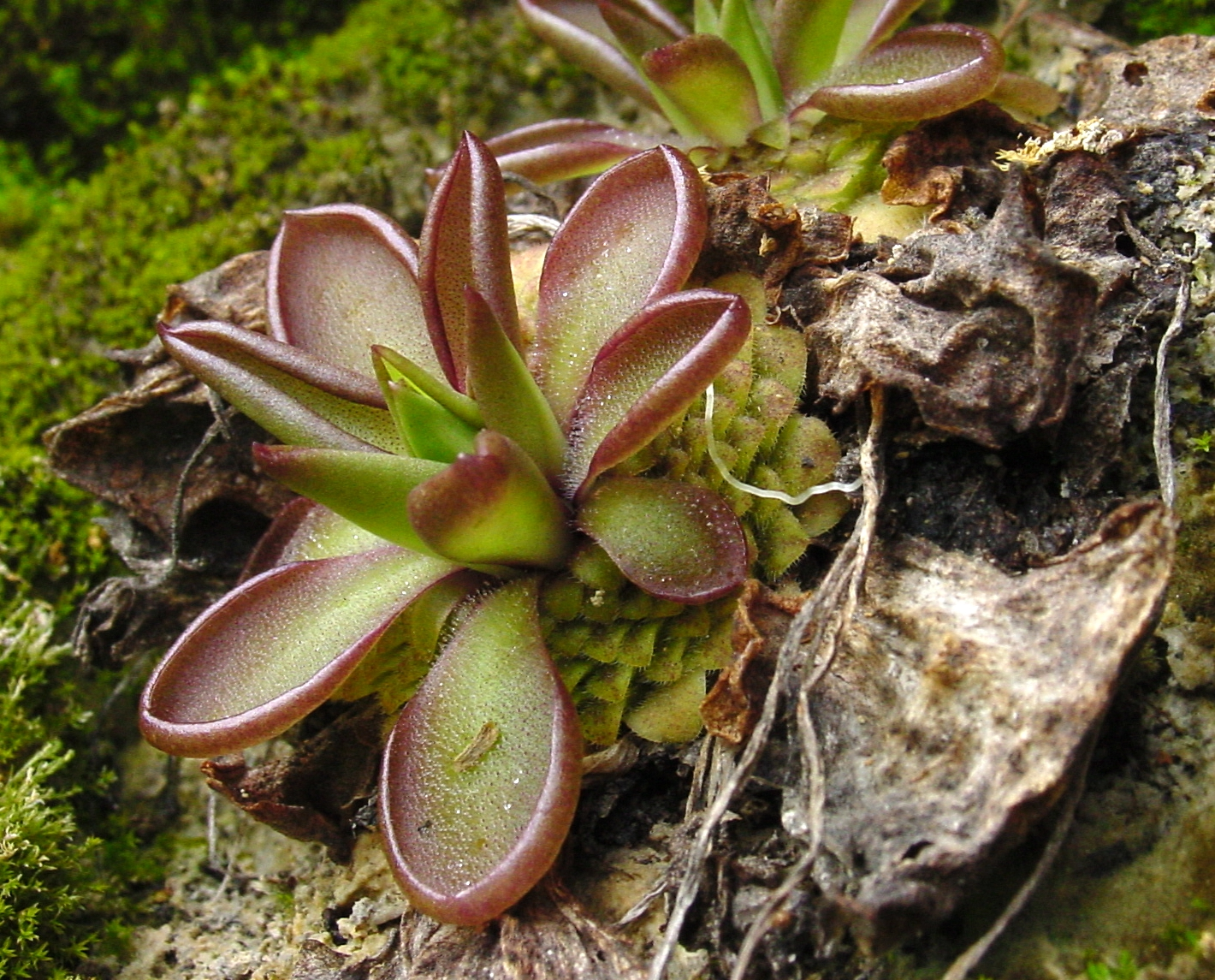
Roseta de verano emergiendo de su forma de invierno.

Pinguicula moranensis es una planta insectívora, perenne y herbácea, que en verano forma una roseta basal de hojas crasas de hasta 10 centímetros de longitud, las cuales están cubiertas por glándulas mucilaginosas pegajosas que atraen, atrapan y digieren a sus presas, en su mayoría artrópodos. Los nutrientes extraídos de sus presas son usados para suplementar el pobre contenido de nutrientes existente en el sustrato donde la planta crece. 
Durante el invierno esta planta adopta la forma de una pequeña roseta no-carnívora, ya que en sus hojas carnosas conservan energía durante el periodo en que los insectos y la humedad son escasos. Sus flores suelen ser de color rosa, púrpura, o violeta y aparecen dos veces al año desarrolladas sobre tallos verticales de hasta 25 cm de largo.

### Hojas carnívoras

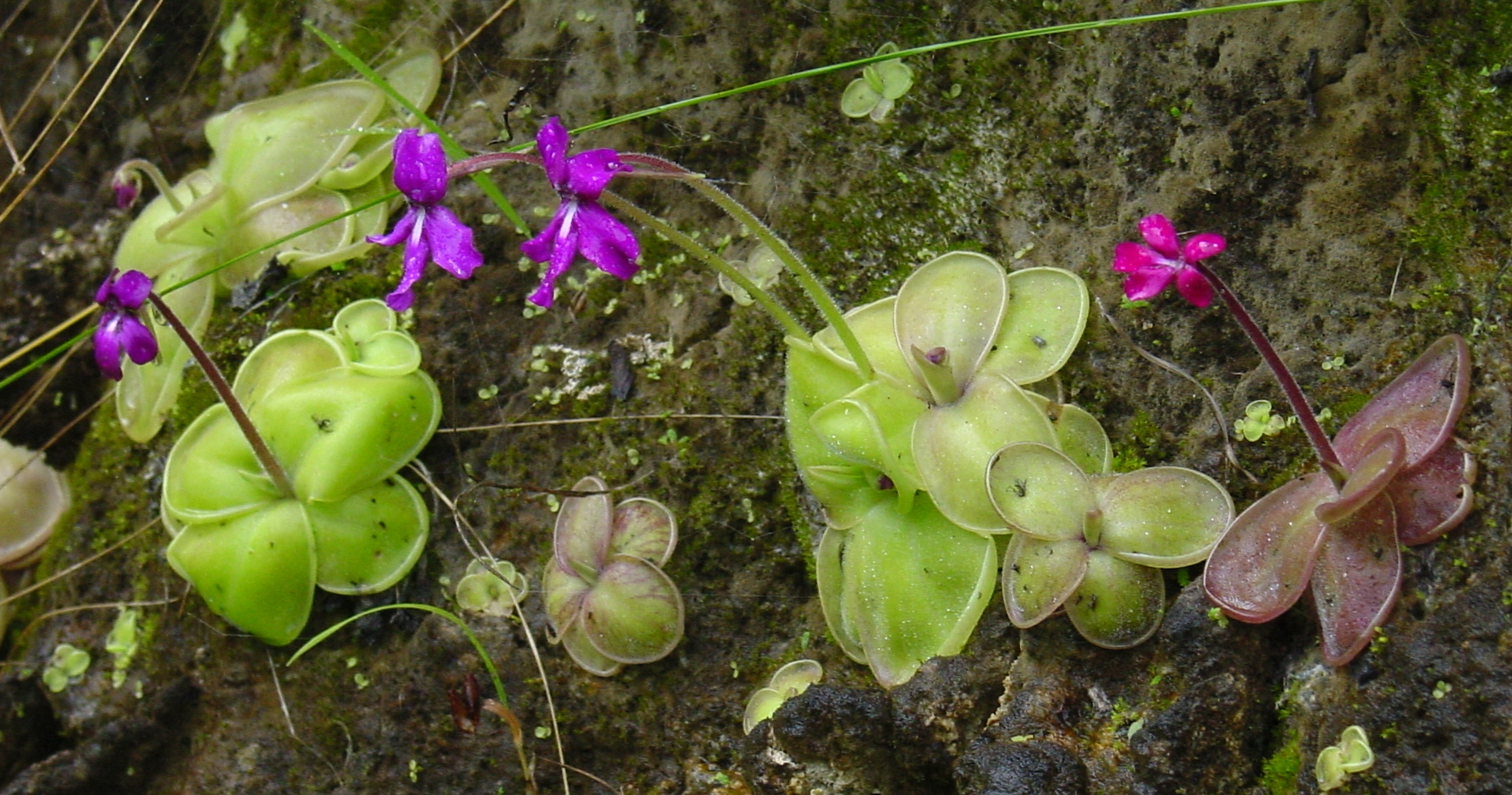
El color de sus hojas puede ser variable, incluso dentro de una misma población. (Fotografiadas en Oaxaca, México).

Las láminas foliares de la roseta de verano de la violeta de barranca son suaves, rígidas y carnosas, con variaciones en su coloración que van desde un verde amarillento brillante hasta el marrón. Sus hojas generalmente son ovales u orbiculares, miden entre 5,5 y 13 cm de largo y están sostenidas por un peciolo de 1 a 3,5 centímetros de longitud.
Como todos los miembros de su género, estas láminas foliares están densamente cubiertas por glándulas pediceladas mucilaginosas y con glándulas digestivas sésiles y planas. Las glándulas pediceladas están constituidas por un grupo de células secretoras en la parte superior de un pie unicelular y producen una secreción mucilaginosa con la cual forman gotas visibles en la superficie de la hoja. Esta apariencia húmeda probablemente ayude a atraer a sus presas en busca de agua, un fenómeno similar se observa también en las droseras. Estas gotas secretadas tienen como función principal atrapar a los insectos, que al hacer contacto, inducen la liberación de una cantidad adicional de mucílago. El insecto pelea, tocando y activando más glándulas y atrapándose aún más a sí mismo en el mucílago. Por otra parte la violeta de barranca puede doblar el borde de sus hojas ligeramente gracias a su tigmotropismo, haciendo que una mayor cantidad de glándulas entre en contacto con el insecto atrapado. Luego, mediante la liberación del contenido de sus glándulas sésiles, las cuales se encuentran sobre la superficie de la hoja, digiere al insecto por acción de diversas enzimas. Estas enzimas, entre las cuales se incluyen la amilasa, la esterasa, la fosfatasa, la peptidasa y la ribonucleasa digieren la mayor parte de los componentes del cuerpo del insecto. Estos fluidos posteriormente son absorbidos dentro de la planta a través de los poros en la cutícula de sus hojas, dejando solo en la superficie el exoesqueleto de quitina de los insectos más grandes.
Los huecos o poros en la cutícula de las hojas, mediante los cuales trabajan los distintos mecanismos digestivos, significan un desafío adicional para la planta debido a que ellos pueden llegar a romper la capa cerosa que protege la cutícula de la planta que evita su deshidratación. Como resultado de esto la violeta de barranca generalmente es más frecuente encontrarla en ambientes húmedos. La producción de las glándulas pegajosas y de las glándulas digestivas sésiles también resulta muy costosa. Estudios recientes han demostrado que la densidad de éstas glándulas puede verse influenciada según determinados gradiente ambientales. Por ejemplo, las glándulas pegajosas "atrapamoscas" suelen ser producidas con mayor densidad en aquellas áreas donde los insectos son menos abundantes, asimismo la densidad de las glándulas digestivas muestran una asociación directa con la disponibilidad de presas. Estos resultados sugieren que el esfuerzo de inversión de la planta en las características carnívoras se modifica adaptativamente según los gradientes ambientales donde se encuentre.

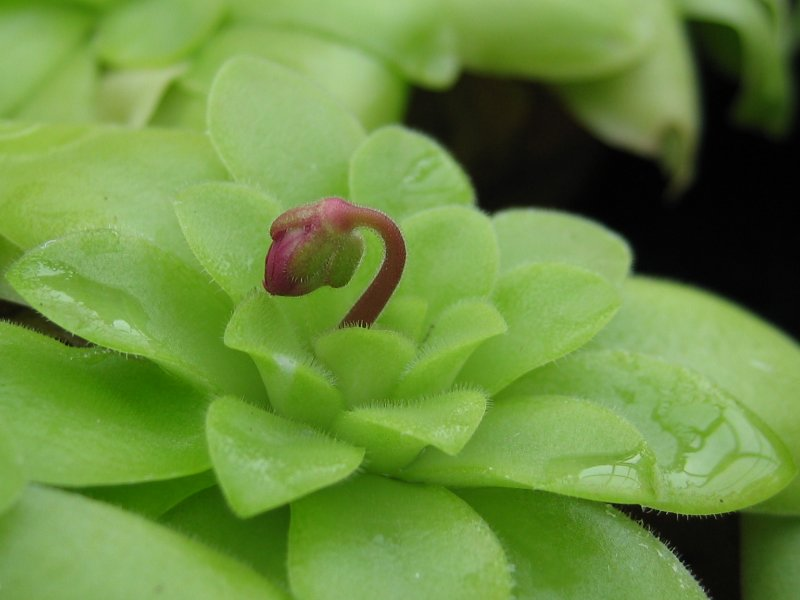
Una flor de Pinguicula moranensis emergiendo desde una roseta de invierno.

#### Roseta de invierno
En su forma de "roseta de invierno o reposo" la violeta de barranca mide entre 3 y 5 centímetros de diámetro y consiste de 60 o 100 hojas carnosas y sin glándulas. Cada hoja mide entre 10 y 30 milímetros de longitud y entre 3 y 8 milímetros de ancho, son generalmente espatuladas u oblongo-espatuladas y se halla densamente cubierta por finos tricomas. Las rosetas pueden ser abiertas o compactas según la variedad botánica, como se describe más abajo.

### Flor

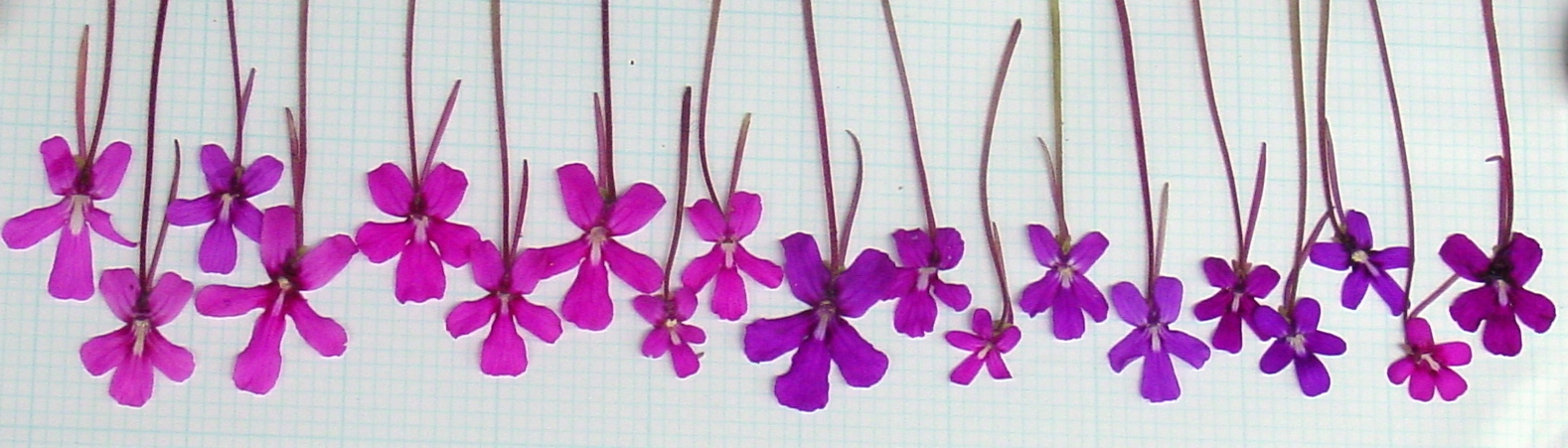
Estas flores muestran una gran variedad de colores y morfologías diferentes, inclusive dentro de una misma población, lo que es una característica inusual en la especie. Además puede observarse la variación de tamaños, forma y los distintos tonos en los márgenes de los lóbulos, que van desde los tonos claros a los más oscuros. (Foto en Oaxaca, México).

La violeta de barranca produce entre una y siete flores durante cada período de floración, las cuales se desarrollan individualmente sobre un pedicelo erecto de color verde o marrón verdoso y usualmente, al igual que el haz de las hojas carnívoras, están densamente cubiertos por pelos glandulares, los cuales también son utilizados por la planta para atrapar insectos. Estos pedúnculos miden entre 10 y 25 centímetros de largo y de dos o tres milímetros en la base afinándose hasta solo un milímetro de diámetro en su extremo.

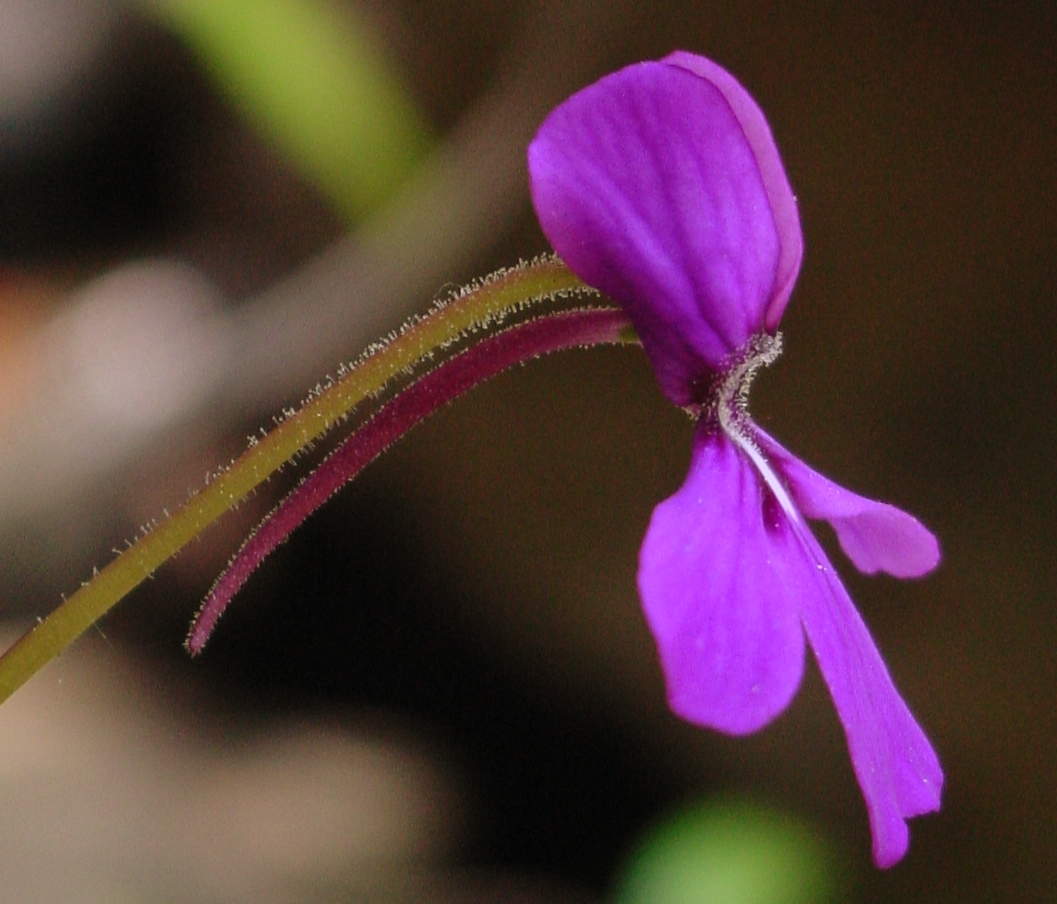
Perfil de la flor de la violeta de barranca.

 Las flores en sí mismas están compuestas por cinco pétalos los cuales se fusionan en su base en una sola corola. 
Desde la garganta con forma de embudo, que es la parte de la flor más cercana a la base donde se encuentran los órganos reproductivos, los cinco pétalos se separan con forma de lóbulo armando entre sí una corola actinomorfa de 30 a 50 mm de largo. Por debajo del punto de unión a la garganta donde los pétalos se unen en uno solo, sobresale hacia atrás un espolón que mide aproximadamente de 15 a 30 mm de largo, dispuesto de forma perpendicular al resto de la flor.
El ovario, junto con su pistilo asociado, sobresale de la parte superior del tubo floral, cerca de su apertura, con la superficie del estigma receptivo hacia el frente y posee dos estambres de 1 milímetro de donde cuelgan dos filamentos recurvados de 2 milímetros de longitud detrás de cada pistilo. Los insectos polinizadores que salen desde el interior del espolón, luego de recolectar su néctar, se rozan contra las anteras de la flor, transfiriendo así el polen del estigma hacia otras flores que visitarán posteriormente. Las flores tienen una vida de unos diez días aunque se marchitan inmediatamente después de ser polinizadas. Los ovarios polinizados maduran dentro de unas cápsulas dehiscentes de 5 mm, donde se encuentran varias semillas de 1 milímetro de longitud cada una. El número de cromosomas para esta especie es 2n=44.

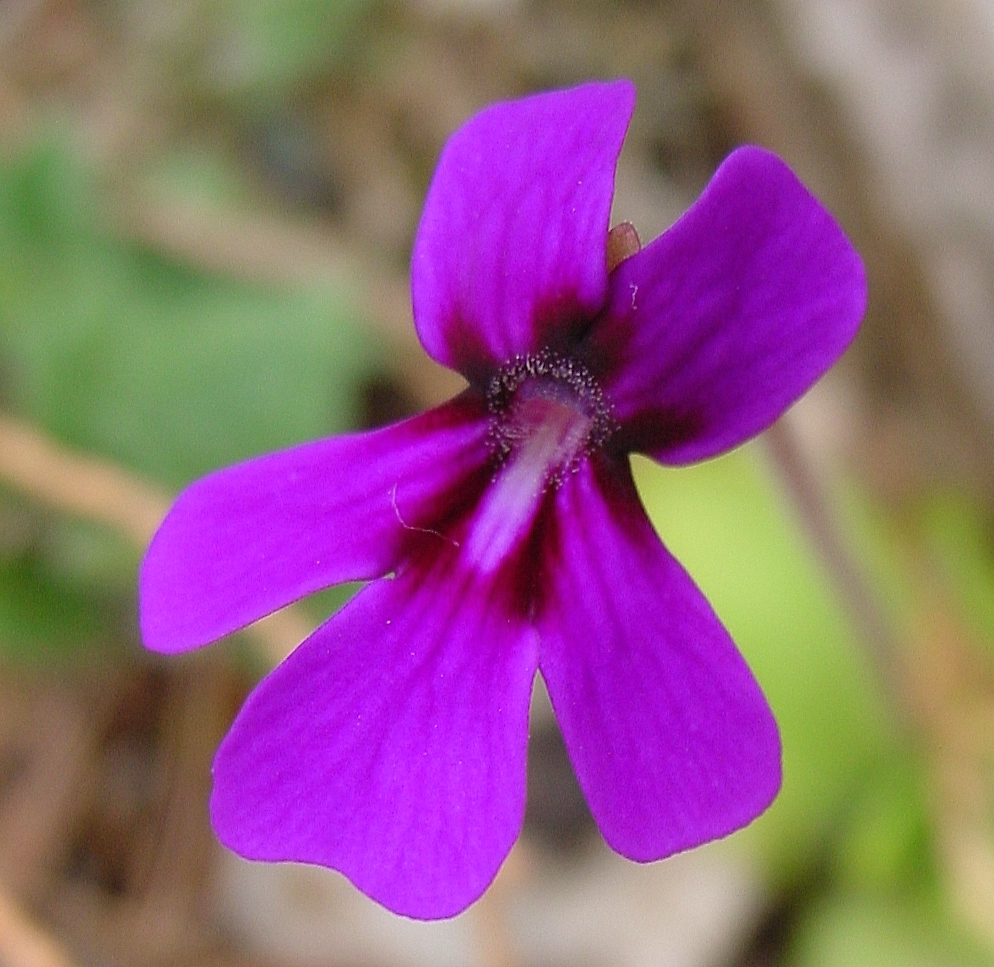
Formato de la flor en la región de Querétaro, México.

El color y la morfología de las flores de esta especie es extremadamente variable y son un recurso muy apreciado para el deleite de los horticultores; pero un dolor de cabeza para los taxónomo, aunque es posible considerar algunas características generales al respecto.
La corola se abre en un grupo de cinco pétalos lobulados, con dos lóbulos hacia arriba y tres hacia abajo. Los lóbulos superiores miden entre 7 y 16 mm de largo por unos 4 a 9 mm de ancho y generalmente son apaisados, ovados y cuneiformes. Los lóbulos inferiores son de forma similar y miden de 7 a 20 milímetros de largo por unos 4 a 18 mm de ancho. El pétalo inferior del medio es usualmente significativamente más largo que sus pares y todos los pétalos son ovales y con sus puntas redondeadas. El tubo florar que alberga los órganos reproductivos y que además es visible en la base de la corola de los pétalos es de color blanco o liláceo y mide de 4 a 6 mm de longitud. El color blanco del tubo floral puede extenderse hacia los pétalos desde la base de la corola a distintas distancias y forma casi siempre una raya blanca a lo largo del lóbulo inferior central. El color de los lóbulos de la corola generalmente varía desde el rosa al púrpura, pero también han sido descritos por coleccionistas distintos ejemplares de color "púrpura, escarlata, rosado-lila a azul-púrpura, de rosa oscuro a lavanda, rosado y morado, violeta oscuro y púrpura, morado oscuro, de color malva rosa brillante , o púrpura-rosa magenta brillante, con ojos blancos y de color rosado pálido con el centro blanco". También es conocida una rara variedad donde la flor es blanca.

### Hábitat

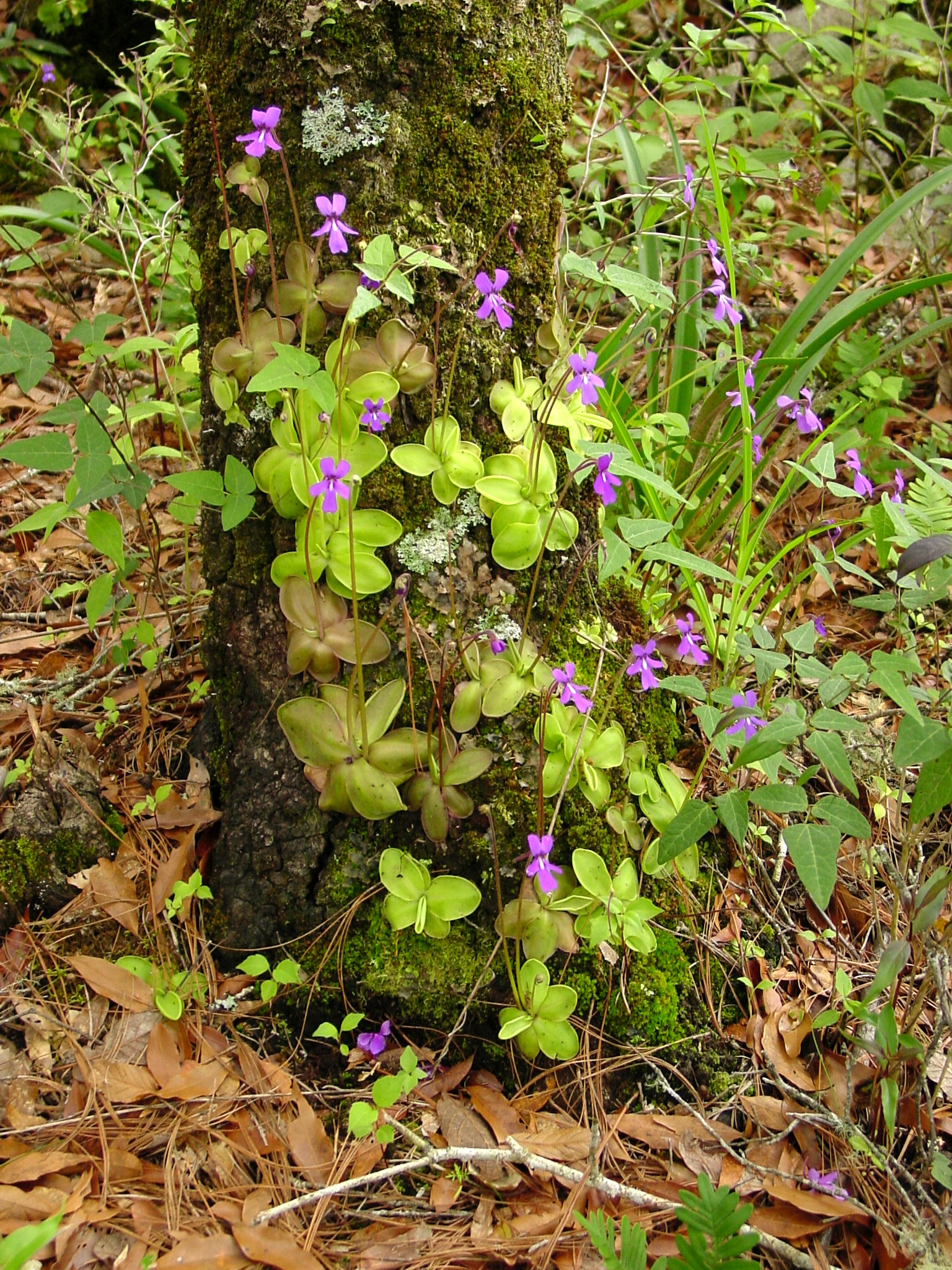
Violetas de barranca creciendo sobre el tronco de un árbol en Tamaulipas.

La violeta de barranca es estacionalmente dimorfa, debido a que exhibe dos hábitos de crecimiento distintos durante el año. Así, durante el verano, cuando el agua y los insectos son más abundantes, la planta adopta la forma de una roseta terrestre generalmente compuesta de 6 a 8 hojas aovadas en forma de lágrima, de hasta 95 milímetros de largo cada una. Estas hojas son carnosas y poseen una gran parte de su superficie cubiertas por amenazantes glándulas mucilaginosas con las cuales atrae, atrapa y digiere artrópodos, más comúnmente moscas. Estas hojas, también llamadas "hojas de verano", son reemplazadas al comenzar la temporada seca en octubre por una roseta de invierno formada por pequeñas hojas suculentas pero sin glándulas. Esta forma protectora de roseta de invierno permite a la planta sortear las inclemencias del invierno gracias a su dormancia, hasta la llegada de las primeras lluvias en mayo. Sus flores crecen solitarias sobre pedúnculos verticales de 10 a 25 centímetros de longitud que emergen dos veces al año, uno en la roseta de verano y otro en la roseta de invierno; esta característica es infrecuente entre las especies mexicanas. Durante el verano éstas aparecen en junio, con su pico en agosto y septiembre y desaparecen con el regreso de la roseta de invierno en octubre o noviembre.
P. moranensis es un miembro perteneciente a la sección Orcheosanthus que más ampliamente se ha distribuido. De su género, es también la especie con la mayor distribución en México ya que es frecuente encontrarla en casi la mayoría de las zonas montañosas, excepto en la Sierra Madre Occidental y en Baja California. Se sabe que su locación abarca los estados mexicanos de Tamaulipas, Guanajuato, Nuevo León, Campeche, Chiapas, Oaxaca, Puebla, Ciudad de México y su Distrito Federal, Veracruz, Estado de México, Querétaro, San Luis Potosí, Morelos, Hidalgo, Guerrero, Zacatecas, Tlaxcala, Quintana Roo y Michoacán. En Guatemala se encuentra en los estados de Huehuetenango, Quiché, San Marcos, Quetzaltenango, Totonicapán, Sololá, Chimaltenango, Baja Verapaz, en el Departamento de Guatemala y El Progreso. Aquí crece en las regiones montañosas entre los 800 y 3200 metros de altitud.
P. moranensis se desarrolla preferentemente sobre afloramientos de rocas sedimentarias del periodo cretácico. La variante neovolcanica, sin embargo, tiende a desarrollarse sobre las rocas ígneas provenientes del Eje Volcánico Transversal. P. moranensis generalmente suele crecer en robles, en los bosques de Sierra Madre, o en los bosques templados de las montañas. Sin embargo, su distribución suele penetrar en regiones de la selva tropical y en matorrales de plantas xerófitas en ambientes mucho más secos, así como en las paredes de gargantas y cañones con alta humedad ambiental. La violeta de barranca prefiere ambientes bajo la sombra y con altos niveles de humedad, tales como las laderas de los ríos, barrancos, o entre la hojarasca en los suelos arenosos ricos en materia orgánica. Su capacidad para conseguir los nutrientes necesarios a partir de las presas de artrópodos capturados en sus hojas, le permite crecer en ambientes con bajas cantidades de nutrientes, en lugares donde por lo general a otras plantas les es imposible desarrollarse. Como resultado de esto, suele crecer a menudo en zonas geográficamente accidentadas como en acantilados o laderas. Dado que sus raíces hacen poco más que un anclaje, esta planta requiere poco o casi nada de suelo y suelen formar densos racimos todas aferradas a las rocas, o sobre musgos o en peñascos rocosos, o inclusive epifitandose sobre los troncos de los árboles. Entre las plantas que suelen acompañar a esta especie se encuentran los musgos, las Selaginellas, helechos y otras plantas herbáceas. Y suelen desarrollarse adosadas a los troncos de los árboles, principalmente en pinos y robles.

## Historia botánica

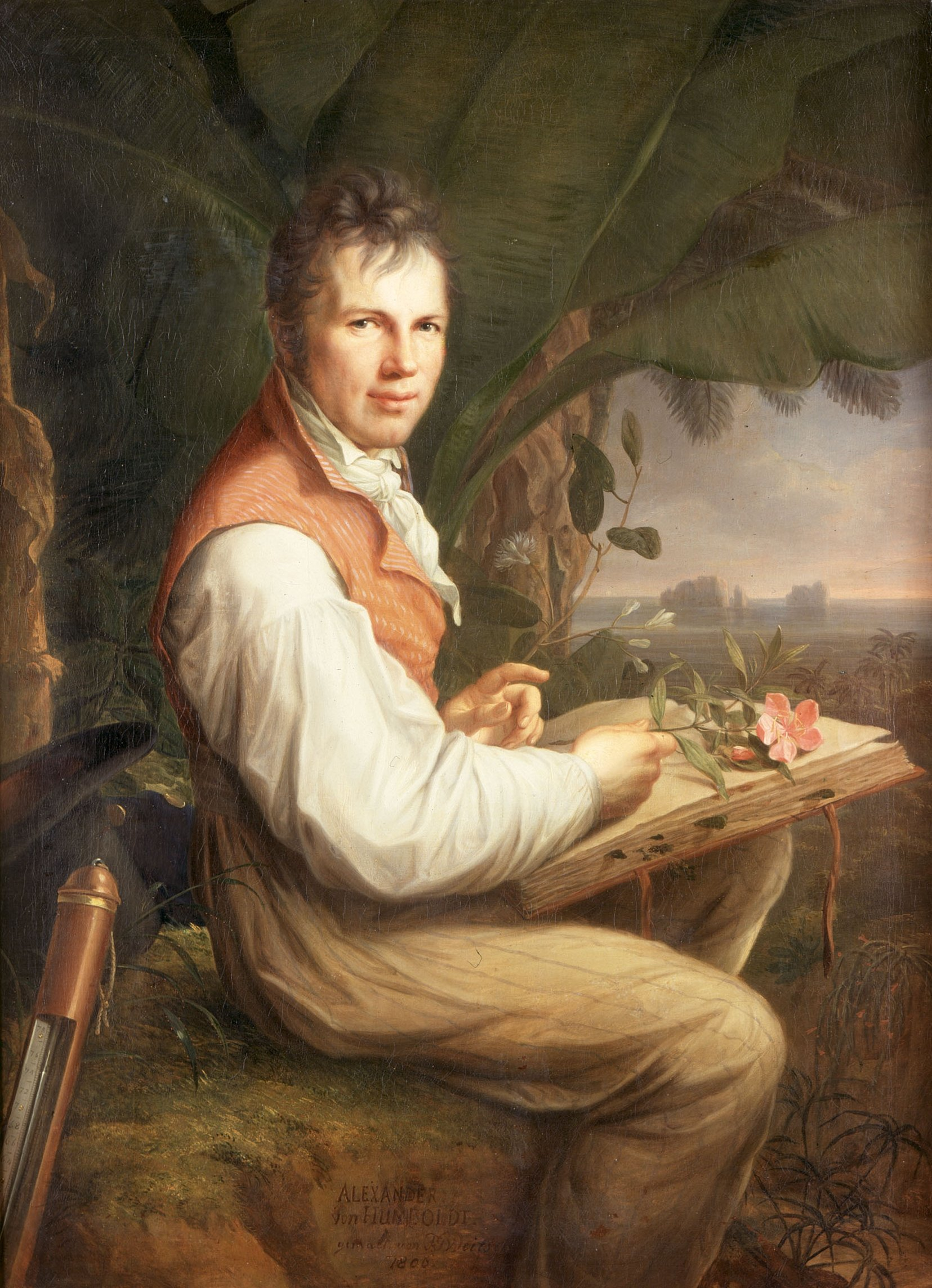
Alexander von Humboldt.

Esta especie fue recolectada por primera vez en México por el explorador prusiano Alexander von Humboldt y el botánico francés Aimé Bonpland en sus expediciones por América realizadas entre los años 1799 y 1804, cerca de la población de Real del Monte en la Sierra de Pachuca en el Estado de Hidalgo. Basados en estas colecciones, Humboldt, Bonpland y el botánico alemán Carl Sigismund Kunth describieron estas especies en su obra Nova Genera et Species Plantarum de 1817. Debido a que esta especie es extremadamente variable, tuvo que ser redefinida al menos dos veces, y además varias especies nuevas fueron separadas de ésta, basándose en las diferencias geográficas y morfológicas, si bien la legitimidad de algunas de ellas aun sigue siendo debatida hoy en día. La violeta de barranca es el miembro más común y más ampliamente distribuido de la sección Orcheosanthus del género Pinguicula. Desde antaño ha sido ampliamente cultivada por su naturaleza carnívora y por sus atractivas flores y es una de las pinguiculas más comunes en los cultivares actuales.
Anteriormente a las expediciones por América de Alexander von Humboldt y Aimé Bonpland realizadas durante el periodo entre 1799 y 1804, solo ocho especímenes de Pinguicula eran conocidas por la ciencia, cinco en Europa, dos en Norteamérica y una Pinguicula involuta catalogada en Perú. Entre 1803 y 1805, se describieron tres ejemplares más, provenientes de Europa y Norteamérica, haciendo de un total de once especímenes reconocidos. En 1817 Alexander von Humboldt, Aimé Bonpland y Carl Sigismund Kunth durante sus expediciones en Latinoamérica describieron tres nuevas especies conocidas como: la peruana Pinguicula calyptrata y los dos primeros especímenes reconocido en México, una llamada P. macrophylla y la otra P. moranensis. Hasta ese momento aún no se había sugerido una clasificación genérica inferior para estas subespecies.
En 1844 el botánico franco-suizo Alphonse Pyrame de Candolle (quien creó el primer "Código de Nomenclatura Botánica") propuso una división del género en tres secciones botánicas, basadas en la morfología floral. Colocó dentro de la sección Orcheosanthus a aquellas especies de color púrpura, cuya corola estuviera profundamente dividida en cinco pétalos de similar tamaño, con un tubo floral corto y un espolón largo pero que no llega a sobrepasar al tubo florar.Esta sección cubría 4 especies, todas ellas nativas de México: P. oblongiloba, P. orchidioides, P. caudata y P. moranensis; excluyó a P. macrophylla H.B.K. argumentando que se trataba de una "especie dudosa".

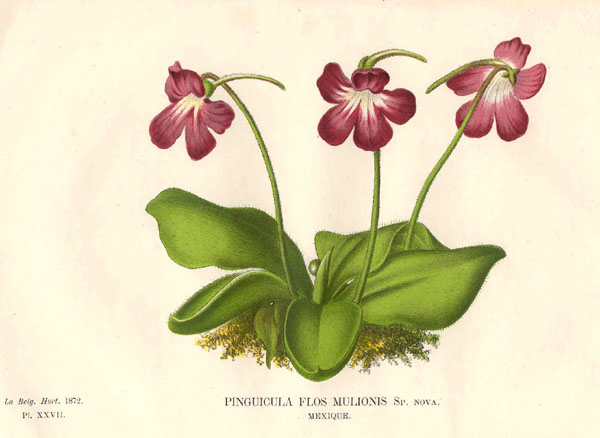
Representación de una P. caudata realizada por Morren en el año 1872.

La sección Orcheosanthus, tal cual lo describe Charles Jacques Édouard Morren en 1872, incluía en principio solamente a las especies P. flos-mulionis. Posteriormente, en 1873 Eugene Fournier sumó a este grupo P. sodalium y Sander propuso sumar a P. bakeriana en 1881. Sin embargo entre 1879 y 1888 un botánico llamado William Hemsley, después de estudiar varias muestras en los herbarios y en la cultura local, llegó a la conclusión de que todos los taxones incluidos hasta ese momento dentro de la sección Orcheosanthus, en realidad se trataban de una sola especie. Debido a las dudas con respecto a la identidad de las dos especies originalmente descritas por Alexander von Humboldt, Aimé Bonpland y Carl Sigismund Kunth, Hemsley decidió darles a este conglomerado de especies el nombre de P. caudata Schltdl. y desde entonces este nombre ha sido aplicado "indiscriminadamente" a muchos miembros de diferentes especies complejas de definir.
Sergio Zamudio, en su revisión de la sección Orcheosanthus, comenta que la identidad y la delimitación exacta de P. moranensis "es quizás el problema más difícil de resolver dentro de este género". Esta dificultad se debe principalmente a la alta variabilidad y a la extensa distribución geográfica de la especie, que ha dado lugar a la descripción de muchos sinónimos desde que la especie fue catalogada por primera vez hace casi 200 años. Los botánicos han tratado de delimitar la especie a través de diversos métodos morfológicos, ecológicos y genéticos, aunque hasta la fecha sigue existiendo cierto debate en cuanto a la ubicación y la descripción de P. moranensis y su relación con las especies a la que está estrechamente relacionada.

#### Clasificación en elsigloXX
En 1916 John Hendley Barnhart revisó a la familia de las Lentibulariaceae y reconoció 6 subespecies de la sección "Orcheosanthus", admitiendo sin embargo que este número probablemente podría ser modificado por otros estudios posteriores sobre esta sección. En 1928 el botánico inglés Thomas Archibald Sprague propuso que las especies reunidas por Hemsley probablemente fuesen distintas, pero que seguramente estaban relacionadas entre sí de modo que la distinción entre ellas requeriría la observación de las características que generalmente siempre fueron confusas en las muestras disecadas. Sprague reconoció ocho especies pertenecientes a esta sección listadas como: P. moranensis H.B.K, P. caudata Schltdl., P. oblongiloba, P. flos-mulionis, P. bakeriana, P. moranensis conocida como P. rosei la cual fue descrita primeramente por Watson en 1911 y la más diferente de todas conocida como Pinguicula gypsicola.
En 1966 Siegfried Jost Casper publica su primera monografía sobre este género. Él claramente definió su organización taxonómica de acuerdo a un amplio rango de características morfológicas y fenotípicas. Casper consideró a P. caudata, así como a otros taxones diferentes, como si todos fueran un sinónimo de P. moranensis. Él de esta manera reconoce solo seis especies para la sección Orcheosanthus, las cuales son : P. moranensis, P. gypsicola, P. macrophylla H.B.K., P. oblongiloba y las dos especies conocidas como Pinguicula colimensis y P. cyclosecta recientemente descubiertas. Desde ese entonces 14 especies adicionales han sido descubiertas y asignadas a esta sección. Sin embargo cuando Zamudio redefine nuevamente esta sección en 1999, prefiere incluir solo doce especies, entre las cuales están las 6 especies seleccionadas por Casper. De esta manera, P. moranensis continúa siendo catalogada dentro de la sección Orcheosanthus, junto con más de una docena de sinónimos que ha heredado en sus 200 años de historia taxonómica.

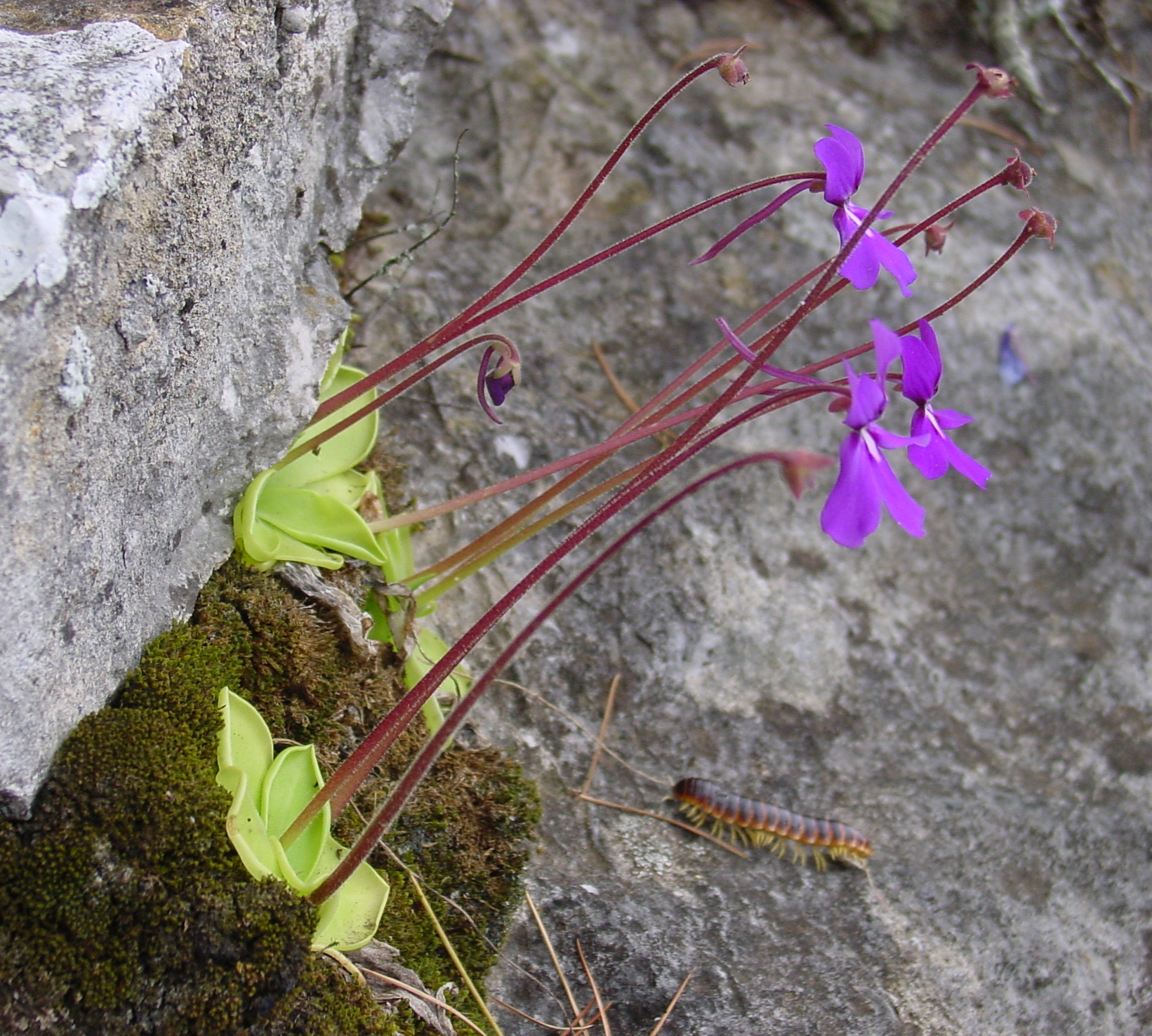
El análisis filogenético debe tener en cuenta una amplia gama de características de esta planta, tales como el tiempo de floración y su morfología.

### Filogenia
La importancia que los autores han puesto en los diferentes factores a la hora de determinar la taxonomía del género ha hecho que la subsiguiente división del género haya generado mucha controversia. Zamudio sostiene su revisión de la sección Orcheosanthus realizada en el 2001, mediante el análisis filogenético, usando para ello veinte características morfológicas y fenológicas distintas. En el 2005, Cieslak y otros colegas condujeron el primer análisis filogenético comprehensivo de todo el género biológico de Pinguicula. Usando datos moleculares de las muestras, fueron capaces de aislar las características morfológicas a partir de las sinapomorfias de los diversos grupos, proporcionando evidencia de una estructura taxonómica con base genética. Sus resultados en general no lograron asegurar la pertenencia de P. moranensis dentro de la sección Orcheosanthus, por el contrario, estos estudios indicaban que se la planta se debía colocar en la sección Longitubus junto con P. laueana.
Para aumentar aún más el desacuerdo con la revisión de la sección Orcheosanthus del 2001 realizada por Zamudio, los datos filogenéticos obtenidos por Cieslak indican que P. rectifolia junto con otros varios taxones aun sin nombrar habían sido erróneamente identificados como sinónimos de la violeta de barranca, cuando realidad tienen un complejo distinto. Los investigadores aislaron varias características morfológicas que podrían utilizarse para diferenciar estos complejos, en particular la longitud del espolón floral (más largo en la violeta de barranca), o el color de la flor (que nunca tiene tonos azules en P. moranensis) y el aspecto lateral del lóbulo de la corola (que tiene una contorsión en P. rectifolia). Aunque queda claro que es necesario realizar un estudio más profundo y analizar un número mayor de ejemplares de violetas de barranca dentro de la población, así como otros miembros estrechamente relacionados para resolver este complejo dilema de clasificación.

### Variedades
Luego de estudiar extensamente a P. moranensis en su hábitat, Zamudio en 1999 llegó a la conclusión de que la especie puede ser dividida en dos variedades biológicas distintas, basándose principalmente en la forma de las hojas que componen la roseta de invierno durante el periodo de descanso de la planta:
- Pinguicula moranensis var. moranensis

Esta variedad desarrolla su roseta de invierno de forma abierta, compuesta por hojas lanceoladas y con sus puntas obtusas o redondeadas. Tiende a crecer en sustratos basados principalmente por piedra caliza.
- Pinguicula moranensis var. neovolcanica

Esta variedad desarrolla su roseta de invierno de forma cerrada, conformando un bulbo con hojas aciculares y terminaciones puntiagudas. Tiende a crecer en sustratos ígneos.
Zamudio también observó que estas dos subespecies difieren en la preferencia del sustrato de suelo. Primeramente notó esto mientras intentaba hallar las poblaciones de plantas desde donde Alexander von Humboldt y Aimé Bonpland habían recolectado antiguamente sus primeros especímenes en su expedición de 1803. Aunque Zamudio fue capaz de encontrar muchas poblaciones de las especies que crecen en la zona y sabiendo que Humboldt y Bonpland habían estado recolectando en los alrededores de la Mina de Morán, solo una población, la única que crece sobre piedra caliza, coincidía con la descripción de los tipos e isotipos de los especímenes de H.B.K. que ahora se encuentran en el herbario del Museo Nacional de Historia Natural de Francia. La otra población en el área crece sobre un sustrato de origen ígneo y es más perecida a la descripción de P. orchidioides de William Jackson Hooker que realizó en 1846. Finalmente esta última especie paso a formar una nueva variedad conocida como P. moranensis subespecie neovolcanica.

## Importancia económica y cultural
La violeta de barranca es una de las más populares y más comúnmente cultivadas dentro de la variedad Pinguicula, en parte debido a que son las de mayor tamaño, con flores muy vistosas y más grandes que la del resto y por la facilidad con que pueden ser cultivadas como una planta de maseta. La mayoría de los productores utilizan una mezcla de tierra suelta integrada por una combinación de arena lavada, perlita, vermiculita, musgos de turbera, piedra de yeso y granito molido. El suelo debe mantenerse bien drenado, pero durante el verano debe ser regado frecuentemente con agua destilada, no así en invierno, donde una vez que la planta adopta su forma de roseta de invierno, debe ser regada muy rara vez. Esta especie crece fácilmente en las ventanas bien iluminadas, o bajo la luz fluorescente, o en el ambiente cálido de los invernaderos calefaccionados.

### Cultivares e hibridación
Aunque no existen reportes de ejemplares híbridos naturales relacionados con la violeta de barranca, esta especie es conocida por su fácil hibridación en los cultivos. Como un resultado de esto, varios cultivares que producen esta especie han sido registrados y reconocidos por la Sociedad internacional de plantas carnívoras, entre ellos:
| Nombre del cultivar                                                | familia                                  | descripción                                                                          |
| ------------------------------------------------------------------ | ---------------------------------------- | ------------------------------------------------------------------------------------ |
| Pinguicula 'George Sargent' Hort. Slack                            | P. moranensis × gypsicola                | Flores lilas, hojas en forma de cintas, rosetas de invierno grandes.                 |
| Pinguicula 'Hameln' Hort. Studnicka                                | P. gypsicola × moranensis                | Grandes, P. moranensis utilizadas como follaje.                                      |
| Pinguicula 'John Rizzi' Hort. D'Amato                              | P. moranensis × ?                        | De gran tamaño, con grandes flores; ovales, con hojas onduladas.                     |
| Pinguicula 'L'Hautil' Hort. L.Legendre & S.Lavayssiere             | (P. ehlersiae × moranensis) × moranensis | De dos formas ("Grandes" y "Petite"). P. 'Sethos' × P. 'Huahuapan'                   |
| Pinguicula 'Mitla' Hort. Studnicka                                 | P. gypsicola × moranensis                | Amplia, P. moranensis utilizada como follaje.                                        |
| Pinguicula 'Pirouette' Hort. J.Brittnacher, B.Meyers-Rice & L.Song | P. agnata × (moranensis × ehlersiae)     | Principalmente clonada, forma rosetas de hojas de un atractivo color rosado.         |
| Pinguicula 'Sethos' Hort. Slack                                    | P. ehlersiae × moranensis                | De grandes flores con una especie de estrella blanca en el centro.                   |
| Pinguicula 'Weser' Hort. Slack                                     | P. moranensis × ehlersiae                | De flores grandes con una raya blanca en el lóbulo inferior central y venas oscuras. |

Adicionalmente fueron registrados en los cultivares especializados tres especies clonadas de P. moranensis:
| Nombre del cultivar                         | Origen                            | Descripción |
| ------------------------------------------- | --------------------------------- | --- |
| Pinguicula 'Huahuapan' Hort. Slack          | Huajuapan de León, Oaxaca, México | Flores de color rosa y lila, con toques de color carmesí en su base. |
| Pinguicula 'Libelulita' Hort. Rice & Salvia | Al sur de México                  | Con la punta de los pétalos rectos, de color púrpura pálido y con los bordes más oscurecidos con tonos de terciopelo rojo, flor cerrada y muy veteada con su centro de color blanco. |
| Pinguicula 'Vera Cruz' Hort. Slack          | Veracruz, México                  | De color rosa oscuro con manchas blancas. |

## Taxonomía
Pinguicula moranensis fue descrita en 1818 por Carl Sigismund Kunth en Nova Genera et Species Plantarum 2: 226.

### Etimología
Pinguicula: nombre genérico del latín pinguis 'gordo', 'grueso', 'grasoso' + -icula diminutivo; "gordita" o "grasosita", dado por las hojas carnosas y su sensación pegajosa.
moranensis: epíteto geográfico que se refiere a la Mina de Morán, en Mineral del Monte, cerca de donde Humboldt y Bonpland realizaron la colecta de esta y otras especies.

### Sinonimia
Según Zamudio (2001) salvo que se aclare otra nota.

P. moranensis var. moranensis:

- Pinguicula bakeriana Sander
- Pinguicula caudata Schltdl.
- Pinguicula elliptica
Sessé y Moc. ex Casper[13]
- Pinguicula flos-mulionis E. Morr.
- Pinguicula kewensis Lavender[13]
- Pinguicula macrophylla
auct. non H.B.K.: McVaugh y Mickel
- Pinguicula mexicana Bonpl. ex Casper[13]
- Pinguicula purpusii Brandegee ex Purpus[13]
- Pinguicula rectifolia Speta y Fuchs, Phyton
- Pinguicula rosei W.Watson

P. moranensis var. neovolcanica:

- Pinguicula orchidioides
auct. non A.DC.: Hook.
- Pinguicula sodalium Fourn.[24]